# 조정식 (정치인)
조정식(趙正湜, 1963년 12월 25일~)은 대한민국 정치인이다. 제17·18·19·20·21·22대 국회의원이며, 더불어민주당 소속이다. 서울 출생이다.

## 학력
- 1982년: 동성고등학교(졸업)
- 1986년: 연세대학교(건축학 학사)
- 1991년: 연세대학교 행정대학원(행정학 석사)

## 경력
- 1992년~1999년: 제정구 국회의원 정책보좌관
- 1992년: 민주당 당무기획실 전문위원
- 1997년: 국민통합추진회의 기획위원
- 2000년~2003년: 이부영 국회의원 보좌관
- 2002년: 제16대 대통령 선거 한나라당 이회창 대통령 후보  특별보좌역
- 2004년 4월 15일: 대한민국 제17대 국회의원 선거 당선(경기 시흥시 을, 열린우리당, 초선)
- 열린우리당 교육연수위원회 부위원장
- 열린우리당 초선의원 모임 '처음처럼' 운영위원, 대변인
- 열린우리당 제5정조위원장
- 열린우리당 수도권발전 및 지역균형발전 특별위원회 경기도발전위원회 간사
- 2008년 4월 9일: 대한민국 제18대 국회의원 선거 당선(경기 시흥시 을, 통합민주당, 재선)
- 민주당 원내대변인, 원내부대표
- 산업단지 혁신 특별위원회 위원장
- 민주당 경기도당 위원장
- 민주당 야권통합협상대표단 단장
- 민주당 경기도당 시흥시 을 지역위원회 위원장
- 민주통합당 공천심사위원회 위원
- 2012년 4월 11일 대한민국 제19대 국회의원 선거 당선(경기 시흥시 을, 민주통합당, 3선)
- 2012년~2013년: 민주통합당 경기도당 시흥시 을 지역위원회 위원장
- 2013년~2014년: 민주당 경기도당 시흥시 을 지역위원회 위원장
- 2013년~ 국회 한·우크라이나 의원친선협회 회장
- 2014년~2015년: 새정치민주연합 경기도당 시흥시 을 지역위원회 위원장
- 2014년 8월~2015년 2월: 새정치민주연합 사무총장
- 2015년 12월~: 더불어민주당 경기도당 시흥시 을 지역위원회 위원장
- 2016년 4월 13일 대한민국 제20대 국회의원 선거 당선(경기 시흥시 을, 더불어민주당, 4선)
- 2016년 6월: 국회 연구모임 Agenda 2050 정회원
- 2019년 1월~2020년 8월: 더불어민주당 정책위원회 의장
- 민주연구원 이사
- 2020년 4월 15일: 대한민국 제21대 국회의원 선거 당선(경기 시흥시 을, 더불어민주당, 5선)
- 2021년 5월~현재: 민주평화광장 공동대표
- 2021년 7월~2021년 10월: 제20대 대통령 선거 더불어민주당 이재명 경선후보 경선캠프(열린캠프) 총괄본부장
- 2021년 11월~2021년 12월: 제20대 대통령 선거 더불어민주당 이재명 대통령 후보 대전환선대위 총괄본부장
- 2022년 1월~2022년 3월: 제20대 대통령 선거 더불어민주당 이재명 대통령 후보 대전환선대위 후보 직속 특임본부장
- 2022년 1월~2022년 3월: 제20대 대통령 선거 더불어민주당 이재명 대통령 후보 대전환선대위 미래시민광장위원회 상임위원장
- 2022년 4월~2022년 5월: 제8회 전국동시지방선거 경기도지사 더불어민주당 예비후보
- 2022년 8월~2024년 4월: 더불어민주당 사무총장
- 2024년 4월 10일: 대한민국 제22대 국회의원 선거 당선(경기 시흥시 을, 더불어민주당, 6선)
- 2024년 8월~: 더불어민주당 전국당원대회 의장
- 2024년 9월~: 더불어민주당 외교안보통일자문회의 의장

### 의정 활동
- 2004년 5월 30일~2008년 5월 29일: 제17대 국회의원(경기 시흥시 을, 열린우리당→대통합민주신당→통합민주당, 초선)
  - 제17대 국회 전반기 환경노동위원회 위원
  - 제17대 국회 후반기 산업자원위원회 위원
  - 제17대 국회 투자활성화 및 일자리창출을 위한 특별위원회 위원
- 2008년 5월 30일~2012년 5월 29일: 제18대 국회의원(경기 시흥시 을, 통합민주당→민주당→민주통합당, 재선)
  - 제18대 국회 전반기 국토해양위원회 위원
  - 제18대 국회 후반기 지식경제위원회 위원
  - 제18대 후반기 예산결산특별위원회 위원
- 2012년 5월 30일~2016년 5월 29일: 제19대 국회의원(경기 시흥시 을, 민주통합당→민주당→새정치민주연합→더불어민주당, 3선)
  - 2012년 7월~2014년 5월: 제19대 국회 전반기 기획재정위원회 위원
  - 2013년 8월~2014년 5월: 제19대 국회 전반기 예산결산특별위원회 위원
  - 2014년 6월~2016년 5월: 제19대 국회 후반기 교육문화체육관광위원회 위원
  - 2014년 6월~2016년 5월: 제19대 국회 후반기 윤리특별위원회 위원
- 2016년 5월 30일~2020년 5월 29일: 제20대 국회의원(경기 시흥시 을, 더불어민주당, 4선)
  - 2016년 6월~2018년 5월: 제20대 국회 전반기 국토교통위원회 위원장
  - 2018년 7월~2020년 5월: 제20대 국회 후반기 기획재정위원회 위원
  - 2018년 9월~2019년 5월: 제20대 국회 후반기 예산결산특별위원회 간사
- 2020년 5월 30일~2024년 5월 29일: 제21대 국회의원(경기 시흥시 을, 더불어민주당, 5선)
  - 2020년 6월~2022년 5월: 제21대 국회 전반기 정보위원회 위원
  - 2020년 6월~2022년 5월: 제21대 국회 전반기 과학기술정보방송통신위원회 위원
  - 2022년 7월~2022년 5월: 제21대 국회 후반기 외교통일위원회 위원
- 2024년 5월 30일~: 제22대 국회의원(경기 시흥시 을, 더불어민주당, 6선)
  - 2024년 6월~: 제22대 국회 전반기 외교통일위원회 위원

## 역대 선거 결과
|  | 59.44% |

|  | 51.13% |

|  | 59.62% |

|  | 47.03% |

|  | 67.02% |

|  | 56.53% |

## 소속 정당
| 소속 정당 | 소속 정당      | 소속 기간 | 비고      |
| --------- | -------------- | --------- | --------- |
|           | 민주당         | 1990~1991 | 정계 입문 |
|           | 민주당         | 1991~1995 | 합당      |
|           | 통합민주당     | 1995~1996 | 합당      |
|           | 민주당         | 1996~1997 | 당명 변경 |
|           | 한나라당       | 1997~2003 | 합당      |
|           | 무소속         | 2003      | 탈당      |
|           | 열린우리당     | 2003~2007 | 창당      |
|           | 대통합민주신당 | 2007~2008 | 합당      |
|           | 통합민주당     | 2008      | 합당      |
|           | 민주당         | 2008~2011 | 당명 변경 |
|           | 민주통합당     | 2011~2013 | 합당      |
|           | 민주당         | 2013~2014 | 당명 변경 |
|           | 새정치민주연합 | 2014~2015 | 합당      |
|           | 더불어민주당   | 2015~현재 | 당명 변경 |

## 같이 보기
- 시흥시 을
- 시흥시의 국회의원